# Кресенте
Кресенте (гал. Crecente, ісп. Creciente) — муніципалітет в Іспанії, у складі автономної спільноти Галісія, у провінції Понтеведра. Населення — 2596 осіб (2009).

## Географія
Муніципалітет розташований на португальсько-іспанському кордоні.
Муніципалітет розташований на відстані близько 420 км на північний захід від Мадрида, 46 км на південний схід від Понтеведри.

## Демографія
Динаміка населення (INE ):

## Персоналії
- Пелагій Кордовський (912—926) — астурійський юнак-християнин, святий.

## Галерея зображень

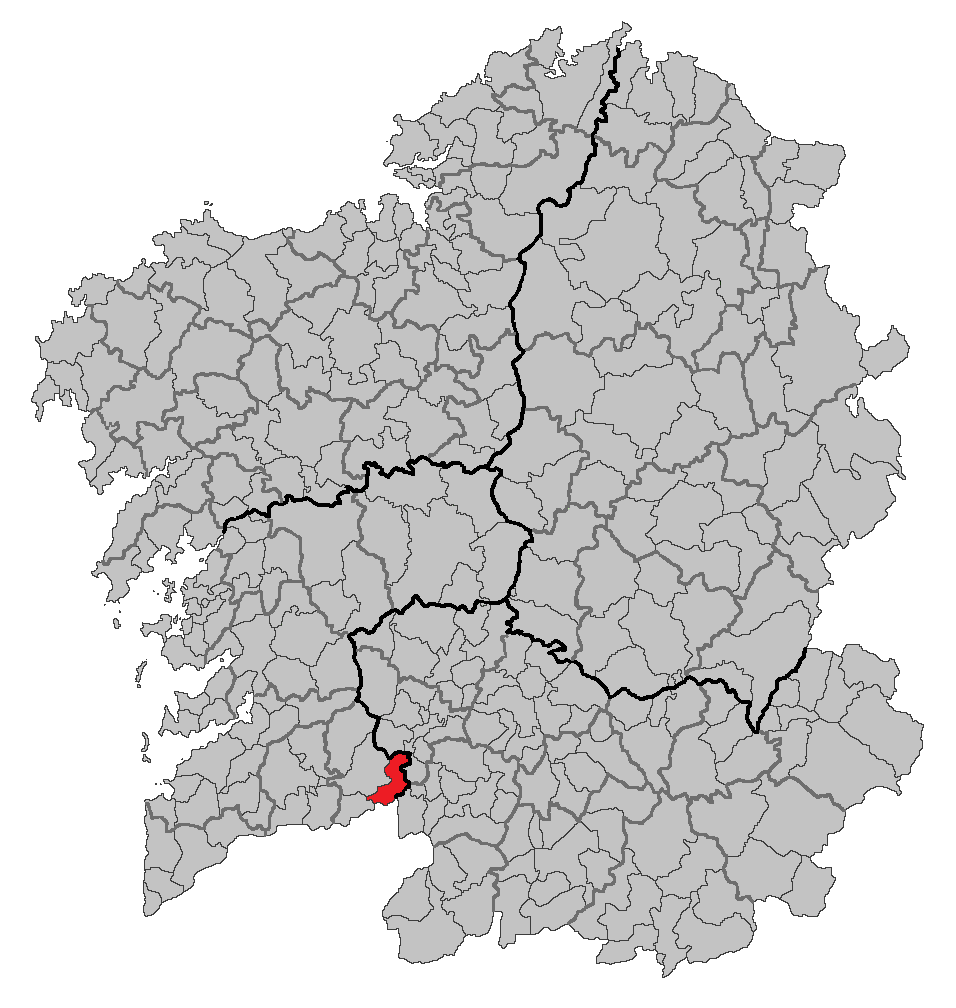
Розташування муніципалітету